# 北九州市立花房小学校
北九州市立花房小学校（きたきゅうしゅうしりつはなふさしょうがっこう）は、福岡県北九州市若松区にある公立の小学校。

## 沿革
参照
- 1938年（昭和13）04月 - 若松市立島郷第一尋常小学校開校
- 1941年（昭和16）04月 - 若松市立島郷第一国民学校に改称
- 1944年（昭和19）04月 - 校歌制定
- 1947年（昭和22）04月 - 若松市立島郷第一小学校に改称
- 1951年（昭和26）10月 - 若松市立島郷第一小学校・安屋分教場開校
- 1952年（昭和27) 04月 - 安屋分教場を安屋分校に改称
- 1956年（昭和31）04月 - 校訓制定
- 1958年（昭和33）10月 - 創立30周年記念式典を開催
- 1970年（昭和45）08月 - 校舎解体
- 1971年（昭和46）05月 - 校舎竣工落成式
- 1979年（昭和54）10月 - 安屋分校解体
- 1980年（昭和55）05月 - 安屋分校竣工落成式
- 1997年（平成09）04月 - 創立60周年記念式典を開催
- 2001年（平成13）08月 - パソコン設置
- 2002年（平成14）04月 - 完全学校週休5日制を導入
- 2008年（平成20）09月 - 新規パソコン設置
- 2009年（平成21）04月 - スクールヘルパー（教育支援）を開始
- 2010年（平成22）04月 - 特別支援学級を創設
- 2017年（平成29）11月 - 創立80周年記念式典を開催
- 2020年（令和02）
  - 3月 - 安屋分校閉校式
  - 4月 - 安屋分校統合
  - 8月 - タブレット設置

## 年間行事
※ 2022年（令和4年）度の学校行事を参照。
- 04月 - 1学期始業式、授業参観・PTA総会、入学式
- 05月 - 運動会
- 06月 - 眼科健診、プール開き
- 07月 - 個人懇談会、1学期終業式
- 08月 - 2学期始業式
- 09月 - 修学旅行（1泊2日）
- 10月 - スポーツ集会
- 11月 - 音楽発表会、人権学習参観（懇談会なし）
- 12月 - 個人懇談会、2学期終業式
- 01月 - 3学期始業式、持久走記録会
- 02月 - 学習参観・懇談会（予定）
- 03月 - 修了式

## 通学区域
2022年（令和4）5月11日現在、以下の地域が通学区域となっている。
- 若松区
  - 畠田一丁目、畠田二丁目、畠田三丁目
  - 大字安屋、大字小竹、大字竹並、大字頓田
  - 大字畠田800番地〜801番地・803番地〜999番地・その他
  - 大字払川1番地〜513番地・691番地〜733番地

## 交通
- 北九州市営バス
  - 10循環（畠田）花房小学校前下車
  - 10循環（畠田）内小竹公民館前下車